# مجلس الشيوخ (كازاخستان)
مجلس الشيوخ كازاخستان (بالكازاخية: Қазақстан Республикасы Парламентінің Сенаты)، هو المجلس الأعلى في كازاخستان. وسُنَّ تأسيس مجلس الشيوخ في الدستور الجديد الذي تم التوافق عليه في استفتاء سنة 1995. وينص المجلس على نظام رئاسي وبرلمان ذو مجلسين. مجلس الشيوخ الكازاخي يتمتع بسلطات تشريعية ورقابية هامة.